# آنته ناردلی
آنته ناردلی (انگلیسی: Ante Nardelli; ۱۵ آوریل ۱۹۳۷ – ۵ سپتامبر ۱۹۹۵) بازیکن واترپلو اهل یوگسلاوی بود.